# Radu Bogdan Țîmpău
Radu Bogdan Țîmpău (n. 28 iulie 1977

) este un deputat român, ales în 2012. 